# Máquina de medición por coordenadas

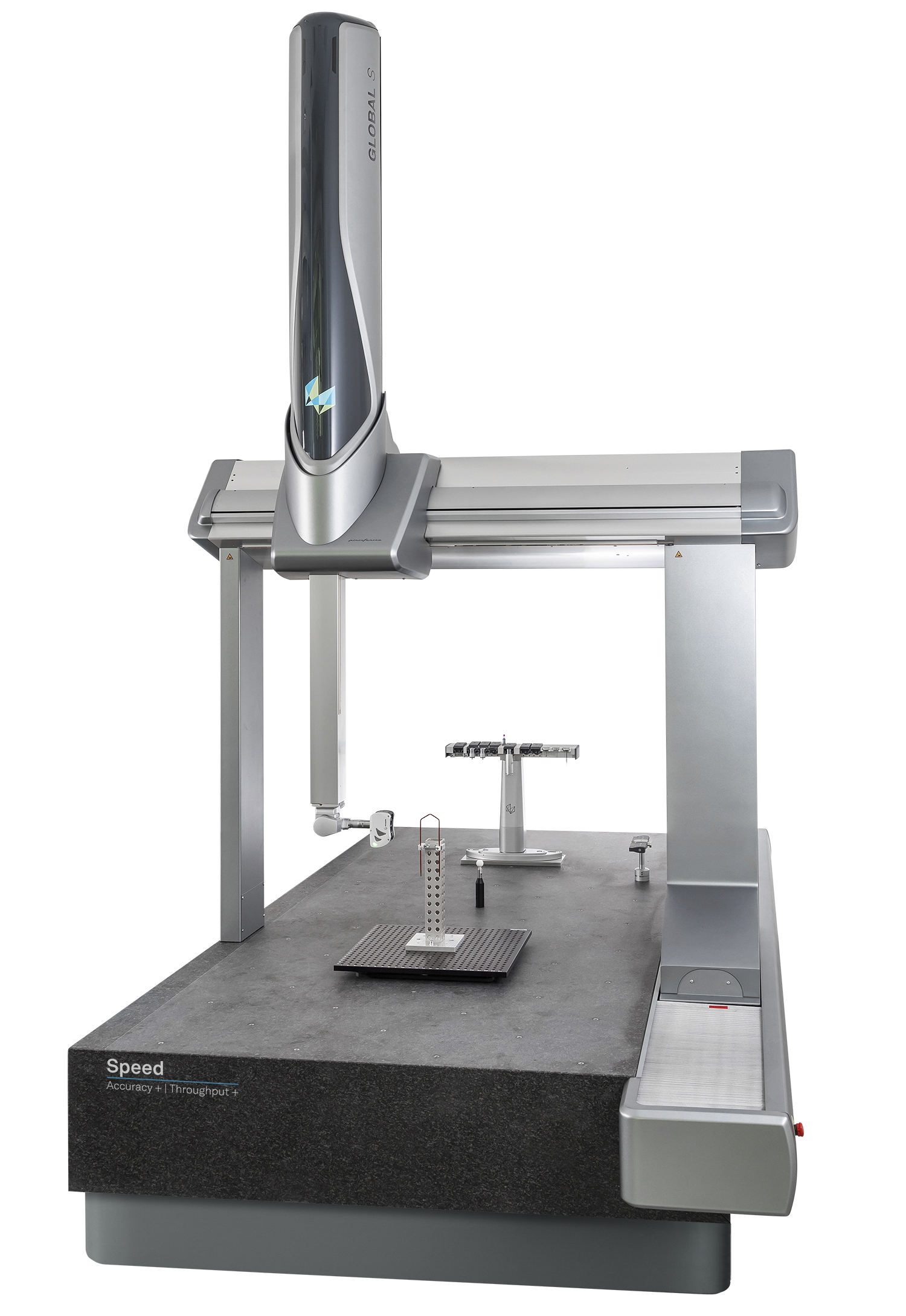
Coordinate Measuring Machine

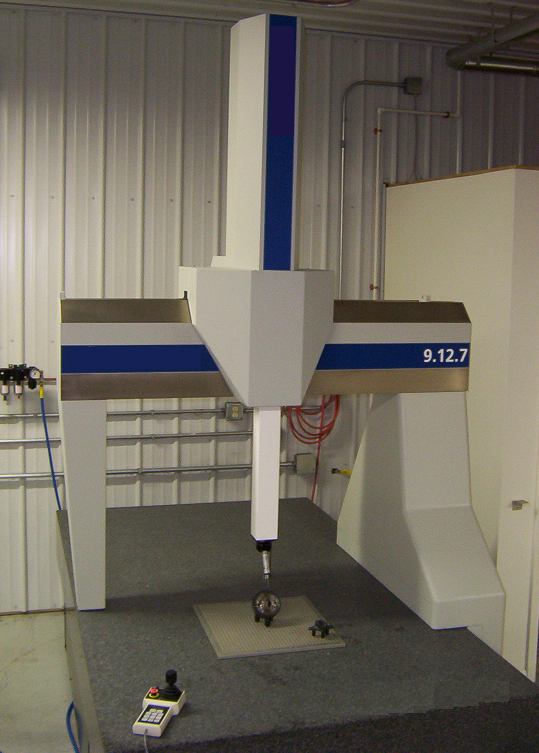
Máquina de medida tridimensional.

Una máquina de medición por coordenadas, máquina de medición tridimensional o CMM (del inglés Coordinate-measuring machine) es un instrumento de medición directa que utilizan una sonda o “palpador” físico con el que el operador puede ir tocando el objeto y enviando coordenadas al software de medición para posteriormente realizar reportes de las dimensiones reales del objeto. La sonda ser por contacto directo a la pieza o tecnologías sin contacto como visión o escáner laser.